# Caubios-Loos
Caubios-Loos es una comuna francesa de la región de Aquitania en el departamento de Pirineos Atlánticos.
El topónimo Caubios fue mencionado por primera vez como Calbios en el siglo XII, mientras que Loos apareció bajo la denominación Alos en 1376.

## Demografía
| 203 | 209 | 213 | 278 | 349 | 411 | 464 |
| Para los censos de 1962 a 1999 la población legal corresponde a la población sin duplicidades (Fuente: INSEE [Consultar]) |     |     |     |     |     |     |